# Motorway M1 (Irlanda del Nord)
La motorway M1 è un'autostrada nell'Irlanda del Nord che collega Belfast a Dungannon. L'autostrada è lunga 61,2 km.

## Percorso
|      |                                                   |                                                   |        |                |  |
| Tipo | Direzione                                         | Direzione                                         | Uscita | Strada europea |  |
|      | Belfast                                           | Dungannon                                         |        |                |  |
|      | Belfast                                           | Belfast                                           | 1      |                |  |
|      | Belfast, Outer Ring A55, King's Hall              | Belfast, Outer Ring A55, Newtownards, King's Hall | 2      |                |  |
|      |                                                   | Dunmurry, Finaghy A1                              | 3      |                |  |
|      | Lisburn (City centre), Saintfield A49             | Lisburn (City centre), Saintfield A49             | 6      |                |  |
|      |                                                   | Lisburn, Sprucefield A1                           | 7      |                |  |
|      | The SOUTH, Dublin, Lisburn, Sprucefield A101 (A1) | The SOUTH, Dublin, Newry A101 (A1)                | 8      |                |  |
|      | Moira A3, International Airport, Antrim A26       | Moira A3, International Airport, Antrim A26       | 9      |                |  |
|      | Craigavon (Lurgan) A76                            | Craigavon (Lurgan) A76                            | 10     |                |  |
|      | Craigavon, Portadown M12                          | Craigavon (Portadown), Armagh M12                 | 11     |                |  |
|      | Craigavon (Portadown) A4                          | Craigavon (Portadown) A4                          | 12     |                |  |
|      | Loughgall B131                                    | Loughgall B131                                    | 13     |                |  |
|      | Moy B106, Coalisland A45, Services                | Moy B106, Coalisland A45, Services                | 14     |                |  |
|      | Dungannon, Armagh A29                             | Armagh, Dungannon A29                             | 15     |                |  |